# Cumberlandite

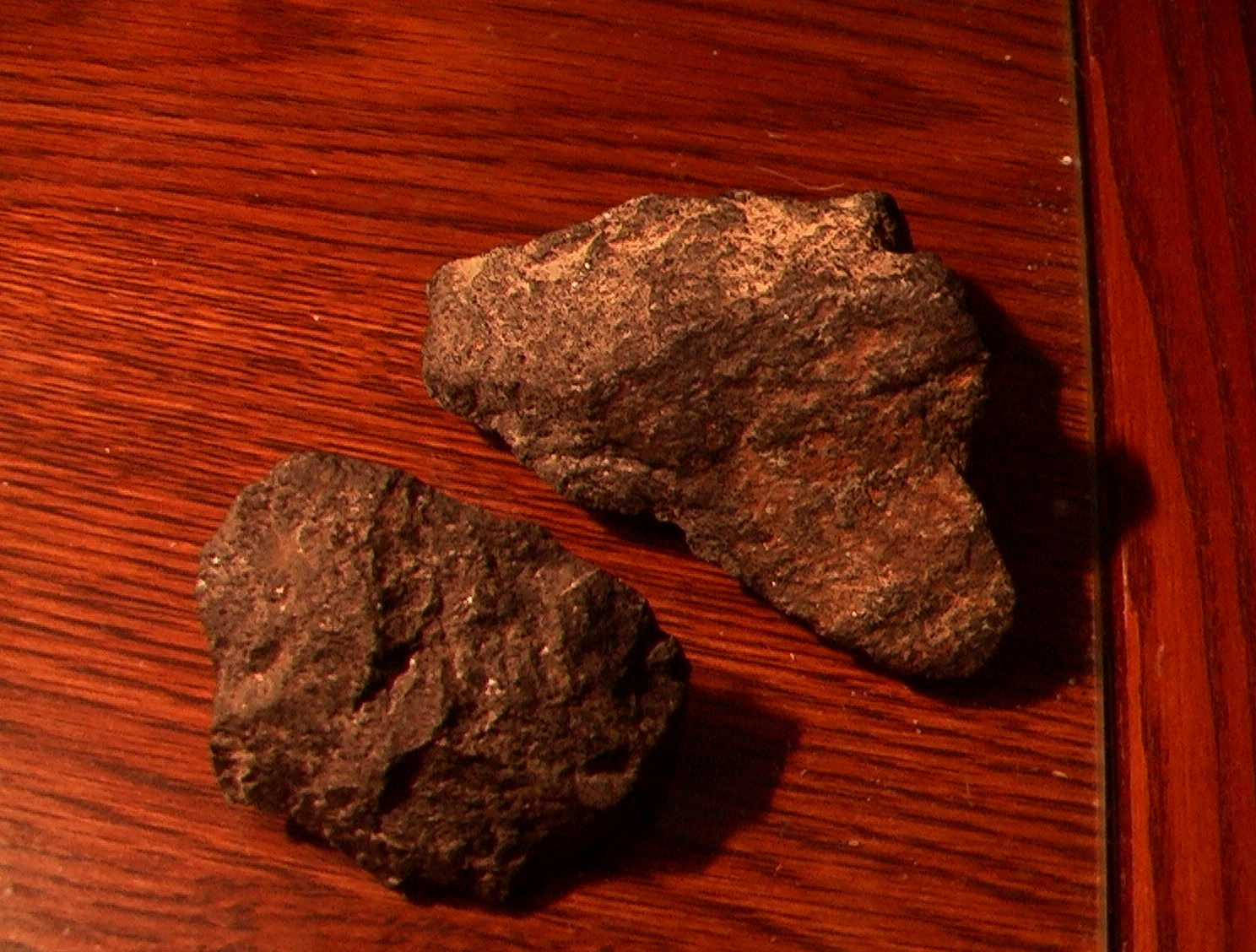
Deux fragments de cumberlandite.

La Cumberlandite est la State Rock (en) de l'État américain de Rhode Island. Cette roche magmatique mafique n'est trouvée en forte concentration que sur un petit périmètre dans la Blackstone Valley, à Cumberland (Rhode Island). À cause de sa forte concentration en fer, elle est légèrement magnétique.